# Il cuore è uno zingaro/Agnese
Il cuore è uno zingaro/Agnese è un singolo del cantante italiano Nicola Di Bari, pubblicato dalla RCA Italiana nel 1971.
Il lato A del disco vinse il Festival di Sanremo 1971 insieme alla versione di Nada. Il testo è di Franco Migliacci, mentre la musica è di Claudio Mattone.
Il brano presente sul lato B è scritto, interamente, da Nicola Di Bari.
Il disco è prodotto da Gianfranco Reverberi, mentre gli arrangiamenti sono di Guido e Maurizio De Angelis con, sul lato A, Mario Vicari (che fa da terzo arrangiatore) e, sul lato B, il coro delle Voci Blu.

## Tracce
1. Il cuore è uno zingaro
2. Agnese